# 王忠桐
王忠桐 ，BBS（1943年4月25日—），是王氏港建（港交所：0532）主席、歷任東華三院主席，王賢誌的父親，王華湘之子。

## 曾任公職
- 王忠桐曾任東華三院主席

## 名下馬匹
- 王忠桐是馬會會員，名下馬匹分別是「大統帥」、「山中王」、「大將風範」、「大將雄心」、「大將福星」、「大將風雲」、「大將風魔」、「大將風勝」。